# Bahrain International Circuit
Il Bahrain International Circuit (in arabo: حلبة البحرين الدولية) è un circuito automobilistico costruito in località Sakhir, alla periferia di Manama, capitale del Bahrein, per ospitare a partire dal 2004 il Gran Premio del Bahrein di Formula 1 e altre competizioni.

## Costruzione
La costruzione di un circuito nazionale per il Bahrein fu voluta dal principe Salman bin Hamad Al Khalifa, presidente onorario della Bahrain Motor Federation.
La realizzazione è stata affrettata per consentire di essere pronti per lo svolgimento del primo Gran Premio del Bahrein il 4 aprile 2004. Il circuito venne completato in tempo per il 2004, anche se non vennero terminati i lavori di tutte le strutture di supporto.
La sua costruzione è costata nell'ordine dei 150 milioni di dollari su progetto dello studio dell'architetto tedesco Hermann Tilke che aveva precedentemente disegnato il circuito di Sepang in Malaysia, così come l'incarico principale per i lavori è stato affidato alla società WCT Engineering.
Prima del Gran Premio del Bahrein 2005 l'uscita della curva 4 fu leggermente allargata, rendendo il tratto leggermente più veloce. Ciò andò a modificare la lunghezza ufficiale del circuito di cinque metri.

## Caratteristiche tecniche

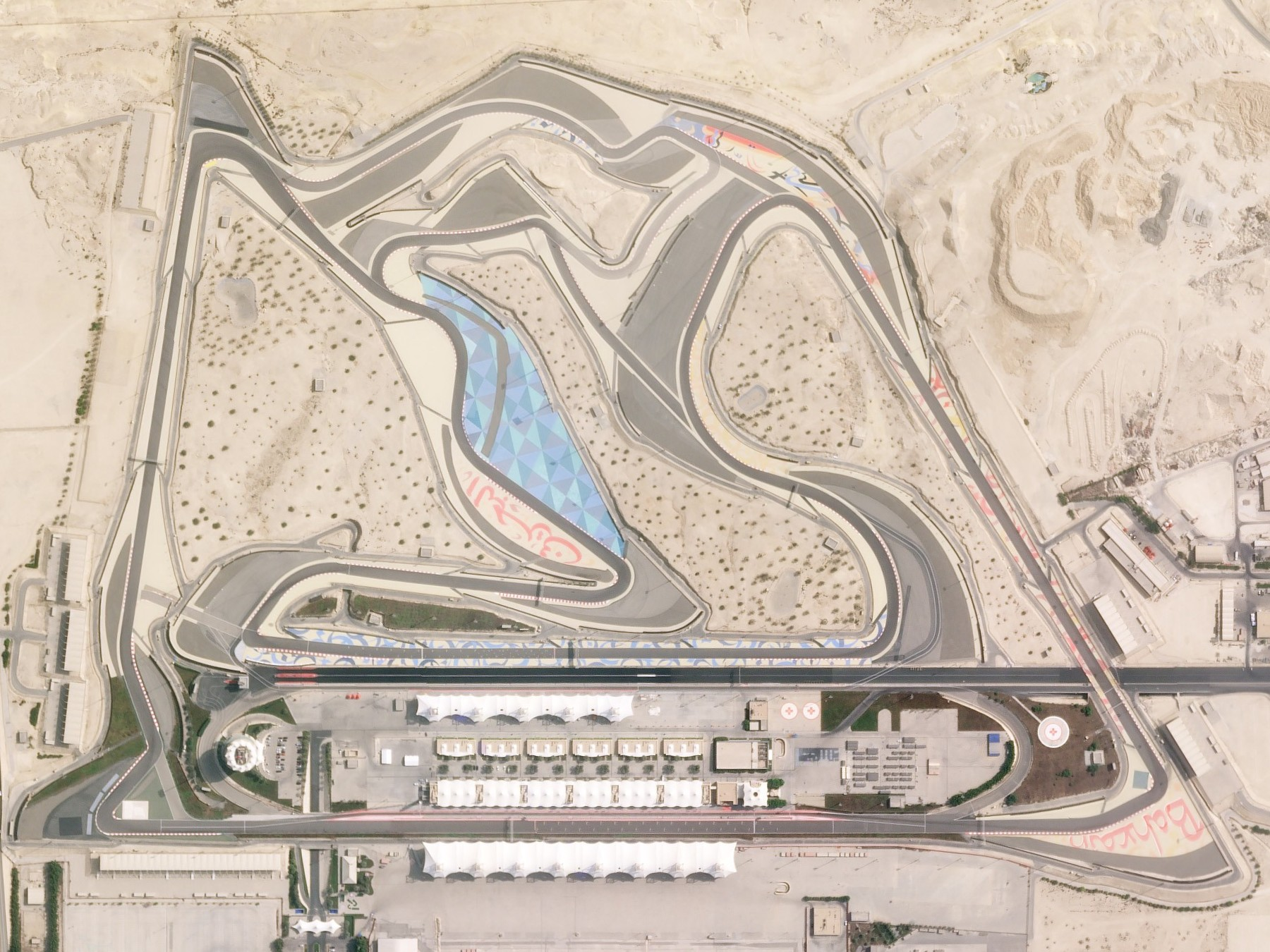
Vista satellitare del circuito

Essendo posizionato al centro di un deserto, il circuito soffre del problema della sabbia soffiata dal vento sulla pista che può compromettere la regolarità delle gare. Per alleviare ciò gli organizzatori usano uno speciale spray adesivo con cui vengono trattate le zone sabbiose immediatamente intorno al tracciato. Tuttavia nel mese di febbraio del 2009 una violenta tempesta di sabbia ha provocato l'interruzione dei test privati che stavano conducendo Ferrari, BMW e Toyota.
Nel 2007 è stato il primo circuito a essere nominato dalla FIA Institute Centre of Excellence, grazie alla sicurezza del tracciato, alla capacità dei marshall e alla bontà del centro medico; nonché per il livello tecnologico che consente di mantenere questi standard elevati.
Nel 2009, la direzione dell'autodromo ha annunciato la collaborazione con @bahrain per sviluppare un'area attorno al circuito di 1 000 000 m², composta da un complesso di strutture dedicate agli affari, l'intrattenimento e l'educazione.
Nel marzo 2014 la prima curva del circuito è stata intolata al sette volte campione del mondo Michael Schumacher, vincitore della prima edizione del Gran Premio del Bahrein.

## Tracciati
In aggiunta al Grand Prix Circuit, utilizzato in Formula 1 dal 2004 al 2009 e dal 2012, l'impianto può utilizzare tre configurazioni alternative più brevi, chiamate Outer Circuit, Paddock Circuit e Oasis / Inner Circuit. Sono anche disponibili un ovale e una striscia per dragster.
Nel 2010, per celebrare i 60 anni della Formula 1, è stato scelto di utilizzare il layout chiamato Endurance Circuit, caratterizzato da 24 curve e una lunghezza di 6 299 metri.
Nel 2011 gli organizzatori annunciarono che il Gran Premio sarebbe tornato ad utilizzare il circuito usato fino al 2009. Il Gran Premio, che doveva essere la prima corsa della stagione, è stato cancellato dagli organizzatori a causa delle proteste anti-governative nel paese. Fu ventilata la possibilità che il Gran Premio potesse essere disputato a dicembre, spostando anche il Gran Premio di Abu Dhabi, e svolgendo le due gare ad una settimana di distanza l'una dall'altra. Un'altra ipotesi prevedeva l'effettuazione del Gran Premio a ottobre, con lo spostamento del Gran Premio d'India il 4 dicembre. Successivamente il Gran Premio era stato riproposto come 17ª gara del calendario in data 30 ottobre al posto dell'appuntamento in India che si doveva disputare l'11 dicembre. A distanza di pochi giorni gli organizzatori decisero di annullare definitivamente il Gran Premio per quella stagione.
Nel 2020, in occasione del nuovo Gran Premio di Sakhir, introdotto dalla FIA per garantire un certo numero di gare durante la stagione, condizionata dalla pandemia di COVID-19, è stato scelto di utilizzare il layout chiamato Outer Circuit, caratterizzato da 11 curve e una lunghezza di 3 543 metri.
In Formula 1 il record assoluto del circuito per la configurazione chiamata Grand Prix Circuit è di 1'27"264 stabilito da Lewis Hamilton su Mercedes durante le qualifiche del Gran Premio del Bahrein 2020. Il record assoluto del circuito per la configurazione chiamata Endurance Circuit è di 1'53"883 stabilito da Sebastian Vettel su Red Bull Racing durante le qualifiche del Gran Premio del Bahrein 2010, mentre il record assoluto del circuito per la configurazione chiamata Outer Circuit è di 53"377 stabilito da Valtteri Bottas su Mercedes durante le qualifiche del Gran Premio di Sakhir 2020, che rappresenta il tempo più rapido della storia della Formula 1 stabilito in una sessione di qualifica.

"Grand Prix Circuit" (dal 2004 al 2009 e dal 2012)
"Endurance Circuit" (Grand Prix layout, 2010)
"Outer Circuit" (Grand Prix layout, 2020)
"Paddock Circuit"
"Oasis / Inner Circuit"
Ovale piatto

## Eventi ospitati

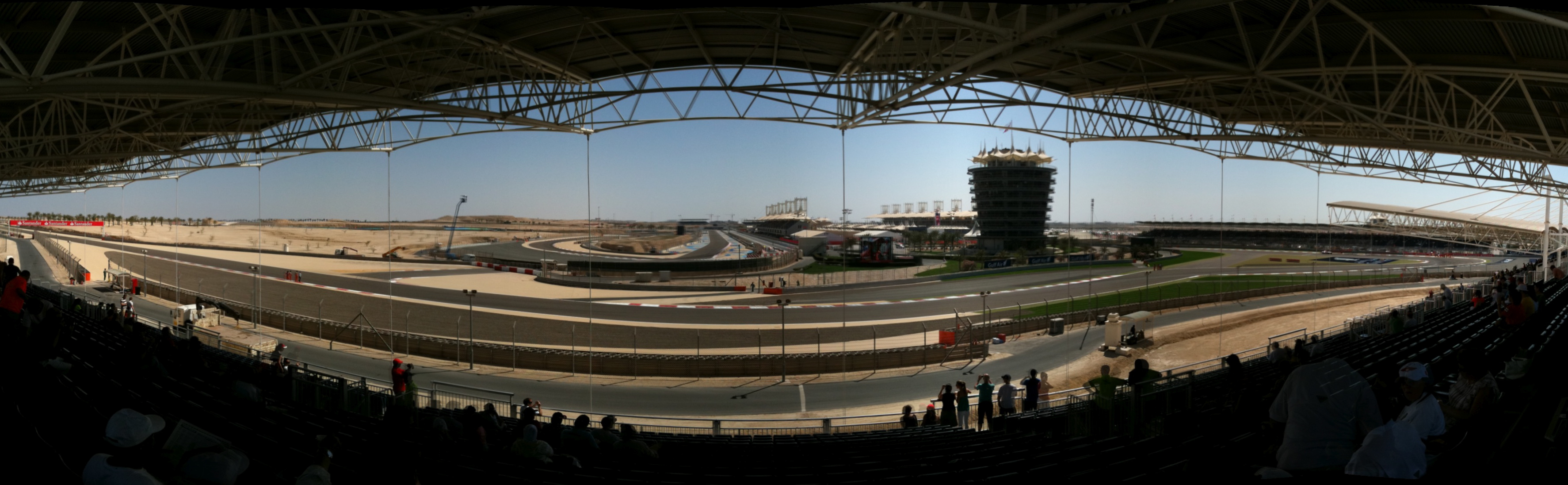
Panoramica del circuito

Oltre al campionato di Formula 1 il tracciato ospita il WEC, la Supercars, la GP2 Series, GP2 Asia Series, la Chevrolet Lumina Series, la Speedcar Series, la Thunder Arabia e la Radical Sportscars. Nel passato sono state ospitate anche gare del Campionato FIA GT, e un Bahrain Superprix con vetture di Formula 3. La prima finale mondiale della Formula BMW ha avuto luogo proprio sul circuito. Un'altra gara tradizionale è la 24 Ore del Bahrein.
Nella stagione 2020 di Formula 1 il circuito ha ospitato l'edizione del Gran Premio di Sakhir, mentre a partire dal 2021 è sede dei test pre-stagionali.

## Albo d'oro della Formula 1

### Gran Premio del Bahrein
| 2004 | Michael Schumacher                          | Ferrari                                     |                                             |                                             |
| 2005 | Fernando Alonso                             | Renault                                     |                                             |                                             |
| 2006 | Fernando Alonso                             | Renault                                     |                                             |                                             |
| 2007 | Felipe Massa                                | Ferrari                                     |                                             |                                             |
| 2008 | Felipe Massa                                | Ferrari                                     |                                             |                                             |
| 2009 | Jenson Button                               | Brawn                                       |                                             |                                             |
| 2010 | Fernando Alonso                             | Ferrari                                     |                                             |                                             |
| 2011 | Non disputato a causa della primavera araba | Non disputato a causa della primavera araba | Non disputato a causa della primavera araba | Non disputato a causa della primavera araba |
| 2012 | Sebastian Vettel                            | Red Bull                                    |                                             |                                             |
| 2013 | Sebastian Vettel                            | Red Bull                                    |                                             |                                             |
| 2014 | Lewis Hamilton                              | Mercedes                                    |                                             |                                             |
| 2015 | Lewis Hamilton                              | Mercedes                                    |                                             |                                             |
| 2016 | Nico Rosberg                                | Mercedes                                    |                                             |                                             |
| 2017 | Sebastian Vettel                            | Ferrari                                     |                                             |                                             |
| 2018 | Sebastian Vettel                            | Ferrari                                     |                                             |                                             |
| 2019 | Lewis Hamilton                              | Mercedes                                    |                                             |                                             |
| 2020 | Lewis Hamilton                              | Mercedes                                    |                                             |                                             |
| 2021 | Lewis Hamilton                              | Mercedes                                    |                                             |                                             |
| 2022 | Charles Leclerc                             | Ferrari                                     |                                             |                                             |
| 2023 | Max Verstappen                              | Red Bull                                    |                                             |                                             |
| 2024 | Max Verstappen                              | Red Bull                                    |                                             |                                             |
| 2025 | Oscar Piastri                               | McLaren                                     |                                             |                                             |

#### Vittorie per pilota
| vittorie | pilota             | anno(i)/vettura                                                               |
| -------- | ------------------ | ----------------------------------------------------------------------------- |
| 5        | Lewis Hamilton     | 2014/Mercedes - 2015/Mercedes - 2019/Mercedes - 2020/Mercedes - 2021/Mercedes |
| 4        | Sebastian Vettel   | 2012/Red Bull - 2013/Red Bull - 2017/Ferrari - 2018/Ferrari                   |
| 3        | Fernando Alonso    | 2005/Renault - 2006/Renault - 2010/Ferrari                                    |
| 2        | Felipe Massa       | 2007/Ferrari - 2008/Ferrari                                                   |
| 2        | Max Verstappen     | 2023/Red Bull - 2024/Red Bull                                                 |
| 1        | Michael Schumacher | 2004/Ferrari                                                                  |
| 1        | Jenson Button      | 2009/Brawn                                                                    |
| 1        | Nico Rosberg       | 2016/Mercedes                                                                 |
| 1        | Charles Leclerc    | 2022/Ferrari                                                                  |
| 1        | Oscar Piastri      | 2025/McLaren                                                                  |

#### Vittorie per squadra
| vittorie | team     | anno(i)/pilota |
| -------- | -------- | --- |
| 7        | Ferrari  | 2004/Michael Schumacher - 2007/Felipe Massa - 2008/Felipe Massa - 2010/Fernando Alonso - 2017/Sebastian Vettel - 2018/Sebastian Vettel - 2022/Charles Leclerc |
| 6        | Mercedes | 2014/Lewis Hamilton - 2015/Lewis Hamilton - 2016/Nico Rosberg - 2019/Lewis Hamilton - 2020/Lewis Hamilton - 2021/Lewis Hamilton                               |
| 4        | Red Bull | 2012/Sebastian Vettel - 2013/Sebastian Vettel - 2023/Max Verstappen - 2024/Max Verstappen                                                                     |
| 2        | Renault  | 2005/Fernando Alonso - 2006/Fernando Alonso |
| 1        | Brawn    | 2009/Jenson Button |
| 1        | McLaren  | 2025/Oscar Piastri |

### Gran Premio di Sakhir
| Anno | Pilota       | Scuderia     |
| ---- | ------------ | ------------ |
| 2020 | Sergio Pérez | Racing Point |

#### Vittorie per pilota
| vittorie | pilota       | anno(i)/vettura   |
| -------- | ------------ | ----------------- |
| 1        | Sergio Pérez | 2020/Racing Point |

#### Vittorie per squadra
| vittorie | team         | anno(i)/pilota    |
| -------- | ------------ | ----------------- |
| 1        | Racing Point | 2020/Sergio Pérez |